# 黃崑虎
黄崑虎（1932年10月18日—），台灣台南縣後壁鄉（今台南市後壁區）人，企業家、台灣獨立運動人士，現任中華民國總統府資政，嘉義中學畢業、國立臺灣大學法律學士、台南藝術大學名譽藝術博士，曾任臺南縣體育會網球委員會主任委員、總統府參議、李登輝之友會總會長、中央選舉委員會委員、總統府國策顧問、台灣之友會總會長。當地大地主黃冬之子。

## 生平
台灣日治時期，出身寒微的黃謀、黃冬、黃振隆、黃振德四兄弟發現，日本人興建烏山頭水庫及嘉南大圳，便於務農，土地價格必然飆漲；於是耗盡家資買土地，最終成為鉅富。而後黃家四兄弟合開了「黃振興合資會社」，從事金融業、房地產業、建築業、磚瓦業等，也興建商業街、戲院，還有碾米場專門出口稻米到日本內地。另外，黃家也從事慈善，除了捐助學校、興建校舍、聘漢醫與西醫義診，連當地的公所、派出所等公家機關的土地都是黃家寄付的。後壁黃家古厝更是當地無人不知的大宅第。
後來因為國民政府實施三七五減租、耕者有其田政策，黃家土地被徵收，家族式微。黃崑虎幼年喪父，又加上家業逐漸蕭條，二二八事件時，還多次看到火車站前士兵槍決老百姓，使其對國民黨深惡痛絕。多次設法偷渡赴日，都失敗，而後努力向學考上臺大法律系，發誓有朝一日要從事司法改革。
在大學畢業後，因為反國民黨的威權統治，與張燦鍙、蔡同榮、羅福全、侯榮邦等結交，被情治單位查緝，黃崑虎逃到新竹湖口的豬農朋友家躲了一年，回歸家鄉後，又遭到白色恐怖迫害，無法投考公職，於是開始從事畜牧工作，最後擇定養雞，1970年代達到巔峰，號稱「臺灣養雞大王」。後來，因贊同李登輝的臺灣民主化改革運動，成為李登輝的重要支持者。